# Rheinsberg (Film)
Rheinsberg (Österreich: Schloß Rheinsberg) ist eine deutsche Literaturverfilmung von Kurt Hoffmann aus dem Jahr 1967. Sie beruht auf der Erzählung Rheinsberg: Ein Bilderbuch für Verliebte von Kurt Tucholsky.

## Handlung
Claire und ihr Freund Wolf, von ihr „Wölfchen“ genannt, fahren kurz nach der Jahrhundertwende gemeinsam in den Urlaub. Es geht nach Rheinsberg. Claire will die Reise vor allem nutzen, um sich über ihre Zukunft mit Wölfchen Klarheit zu verschaffen. Ist er der Richtige? Im Gasthauszimmer denkt sie an ihre gemeinsame Vergangenheit zurück:
Die beiden jungen Leute lernen sich bei einem kuriosen Dialog im Berliner Strandbad kennen und treffen sich schon bald heimlich. Wölfchen, von Beruf Journalist, stiehlt sich aus der Redaktion fort, während Claire ohne Wissen ihrer Eltern in einem Café auf ihn wartet. Bald zeigen beide die typischen Symptome der Verliebtheit: Claire und ihre Hausdame Anna kichern herum, sehr zum Missfallen ihres gestrengen Vaters, und Wölfchen kleidet sich adrett und tanzt die Redaktionsflure entlang. Claire geht zweierlei Wagnis ein: Sie verbringt mit Wölfchen ein Wochenende inmitten der Berliner Gesellschaft in der (stark bevölkerten) einsamen Natur. Weiter stellt sie Wölfchen ihren Eltern als neuen Lateinlehrer vor, der ihr in der elterlichen Wohnung Nachhilfe erteilt. Wie die Beziehung weitergehen soll, weiß Claire nun nicht so recht, da das ständige Versteckspielen des guten Rufs wegen nicht die Lösung sein kann. Anna schlägt eine Reise nach Rheinsberg vor; Claire ist begeistert und weiht eine Freundin ein, bei der sie sich nun während ihrer häuslichen Abwesenheit offiziell aufhält. Dann reist sie mit Wölfchen gen Rheinsberg. In Löwenberg steigen beide in die Dampfbahn um.
In Rheinsberg nehmen sich Claire und Wölfchen als Ehepaar ein Zimmer. Die unbeschwerten Tage in Rheinsberg sind voller Fantasie, Übermut und Leichtigkeit. Beide besuchen Ort und Schloss Rheinsberg, gehen rudern, tanzen, einkaufen und auf Kutschfahrt. Zum Ende ihres Aufenthalts schenkt Wölfchen Claire ein Paket, das sie erst bei der Abreise öffnen darf. Das Ende der Ferien nähert sich viel zu schnell, doch Claire ist zufrieden mit allem, was sie mit Wölfchen erlebt hat. Erst im Zug fällt Claire ein, dass sie das Paket im Gasthauszimmer vergessen hat. Wölfchen schwört, sie nie wissen zu lassen, was darin enthalten war, denn „ohne Geheimnisse taugt das ganze Leben nichts“. Claire aber ist sicher, dass er es ihr dennoch verraten wird: in einem der schönsten schwachen Momente, die eine Frau ihrem Mann bereiten kann.

Der Dampfzug entschwindet in der Ferne.

## Produktion
Rheinsberg entstand nach Motiven der gleichnamigen Novelle von Kurt Tucholsky, die 1912 erschienen war. Hoffmann hatte zuvor bereits 1963 mit Schloß Gripsholm eine Tucholsky-Novelle verfilmt.
Die Szenen in den Berliner Wohnungen von Claire und Wölfchen entstanden im Atelier. Der Film sollte ursprünglich unter anderem einen Besuch im echten Schloss Rheinsberg enthalten. Die DEFA (DDR) sah das Gebäude jedoch in nicht „filmbrauchbarem“ Zustand, sodass eine Filmerlaubnis verweigert wurde und die Szenen nun in Mölln, bei Rastatt und auf Schloss Panker, Besitzer ist der Graf von Hessen, in Ostholstein, nahe Lütjenburg, entstanden. Die „sehenswerte“ Sonnenuhr und eine weiße Brücke („Ob es hier Bärens gibt?“) im Schlosspark sind unverändert vorhanden.
Ein bedeutender Teil der Außenaufnahmen entstand in Bruchhausen-Vilsen, etwa 35 Kilometer südlich von Bremen. Der Dampfzug in den Anfangs- und Schlussszenen gehört dem Deutschen Eisenbahn-Verein DEV, der seit 1966 auf der Schmalspurstrecke (Spurweite 1000 mm) Bruchhausen-Vilsen – Asendorf die erste deutsche Museumseisenbahn betreibt. Zu sehen sind auch die Vilser St. Cyriakus-Kirche und in deren nächster Umgebung die Straßen Lindenberg und Assessorstraße sowie das Kleidungsgeschäft Vassmer in der Brautstraße (bei Claires Frage nach weißen Wäscheknöpfen wird Wölfchen schamhaft gebeten, das Geschäft zu verlassen). Die Szene am Teich sowie Aufnahmen von Kutschfahrten entstanden rund um die Wehlermühle am Marktplatz, von der 2015 nur mehr die Nebengebäude existieren. Die Syker Kreiszeitung textete im Spätsommer 1967 über Cornelia Froboess und den Schwan vom Mühlenteich: „Conny rief und Tony kam“. Rheinsberg erlebte am 21. Dezember 1967 im Berliner Gloria-Palast seine Premiere.
Ehmi Bessel und Werner Hinz, die im Film Claires Eltern spielen, waren auch im realen Leben miteinander verheiratet; Bessels Tochter Dinah Hinz wirkte ebenfalls mit.

## Kritik
Das Lexikon des Internationalen Films nannte Rheinsberg eine „nostalgische Komödie nach der gleichnamigen Tucholsky-Novelle, von Kurt Hoffmann mit sicherer Routine inszeniert. Erfolgreiches Unterhaltungskino, ebenso gutherzig wie bieder.“
Der Evangelische Filmbeobachter urteilte: „Ein Kostümfilm, der den Zuschauer Werbespots assoziieren läßt. Von einer Postkartenrevue unterscheidet ihn das intelligente Spiel der Hauptdarstellerin und ihre Tucholskyredeweise. Anspruchslose Unterhaltung ab 14.“

## Auszeichnung
Cornelia Froboess wurde für ihre Darstellung der Claire 1968 mit dem Ernst-Lubitsch-Preis ausgezeichnet.